# K21 NIFV
Der K21 NIFV (Next Infantry Fighting Vehicle) ist ein in Produktion befindlicher Schützenpanzer des Südkoreanischen Heeres. Er sollte dort die Schützenpanzer K200 ersetzen bzw. ergänzen. Der Produktionsstart für die ersten 500 Einheiten war Ende 2009.

## Geschichte
Im Jahr 1999 beauftragte die südkoreanische Verteidigungsagentur Agency for Defense Development (ADD) Doosan mit der Entwicklung eines neuen Schützenpanzers. 2003 veröffentlichte Daewoo Heavy Industries & Machinery Ltd (heute Doosan Infracore Defense Products) Details über das Projekt namens Next Infantry Fighting Vehicle (NIFV). Im vierten Quartal 2005 wurden drei Prototypen fertiggestellt, die mit der Agency for Defence Development gemeinsam entwickelt wurden. Die Entwicklung soll 506 Millionen Euro gekostet haben. Nach den Tests in den vergangenen Jahren wurde das Fahrzeug ausgewählt und 2007 der Öffentlichkeit vorgestellt.
Im November 2009 begann die Auslieferung der ersten 500 bestellten Schützenpanzer, der erste Roll-out fand am 27. November 2009 statt.
Ende Juli 2010 sank ein K21 bei einer Flussdurchquerung, ein Soldat starb dabei. Dies war der zweite Unglücksfall dieser Art. Eine Untersuchungskommission kam zu dem Schluss, dass die Fahrzeuge etwas zu kopflastig seien. Gleichzeitig wurde das Schwallbrett statt der geplanten 22 cm nur 7 bis 11 cm hoch gebaut. Ein weiteres Problem war der bei Motorvolllast sinkende Innendruck im Fahrzeug, durch den mehr Wasser in den Panzer strömt, als die Lenzpumpe absaugen konnte. Das Design wurde daraufhin überarbeitet, im Februar 2011 erfolgten weitere Tests. Die Auslieferung weiterer Panzer wurde vorerst gestoppt.
Ab April 2011 wurde die Produktion wieder aufgenommen, nachdem die Probleme behoben wurden und Tests im Hangang erfolgreich verliefen.

## Überblick
Der BMP-3 galt während der K21-Entwicklung als Referenzbedrohung. So sollte der K21-Schützenpanzer gegen Beschuss durch einen BMP-3 geschützt sein und gleichzeitig die Feuerkraft besitzen, diesen zu zerstören. Viele Teile des Schützenpanzers stammen von westlichen Rüstungskonzernen und werden in Südkorea in Lizenz gefertigt.
Die Besatzung besteht dabei aus zwölf Personen und setzt sich aus neun Soldaten eines Schützentrupps und der dreiköpfigen Fahrzeugbesatzung zusammen. Besonderes Augenmerk bei der Entwicklung wurde dabei auf Mobilität und Feuerkraft gelegt. Das Fahrzeug ist dabei konventionell mit einem bemannten Turm ausgestattet, an dessen Heck sich ein Staugitter zum Transport von Ausrüstung befindet. Trotzdem kamen zahlreiche Innovationen zum Einsatz:
So besteht die Wanne zwar vollständig aus einer Aluminiumlegierung, Einzelteile wie die Kommandantenluke sind jedoch zwecks Gewichtsersparnis aus glasfaserverstärktem Kunststoff gefertigt. Dies trägt auch dazu bei, dass das Fahrzeug schwimmfähig ist. Zu diesem Zweck sind links und rechts unter den Kettenschürzen aufblasbare Pontons angebracht, um den Auftrieb zu erhöhen. Die sehr hohe spezifische Leistung von 22 kW pro Tonne ist für einen Schützenpanzer weltweit einzigartig. Wie beim japanischen Kampfpanzer Typ 10 wird ein stufenloses Getriebe (continuously variable transmission) verwendet, um ruckfrei zu beschleunigen.
Als Bewaffnung wird eine 40-mm-L/70-Kanone von Bofors verwendet, die Unterkalibergeschosse und Explosivgranaten mit programmierbarem Zünder verschießen kann. Das Fahrzeug verfügte als einer der ersten serienmäßigen Schützenpanzer, neben dem Schützenpanzer Puma, wie ein Kampfpanzer über Hunter/Killer-Fähigkeiten. Der Kommandant kann also mit seinem Sensor auf dem Turm nach Zielen suchen, sie identifizieren und diese an den Richtschützen übergeben, während dieser seinen eigenen Sensor unabhängig davon nutzt. Zudem ermöglicht ein solcher zweiter vollwertiger Sensor auf dem Turmdach typischerweise ein Waffenrichten nach Ausfall der Sensoren des Richtschützen.
Durch die Bewaffnung kann der K21 NIFV die Frontpanzerung veralteter Kampfpanzer vom Typ 59 bzw. T-54, die mit über 1000 Exemplaren die Hauptmasse der nordkoreanischen Panzerwaffe darstellen, zumindest im Nahbereich durchschlagen.
Des Weiteren ist ein Gefechtssimulator in das Fahrzeug integriert; damit ist der Panzer auch gleichzeitig sein eigenes Trainingsgerät. Dadurch wird die Möglichkeit geschaffen, zu jeder Zeit und überall die Besatzung zu trainieren, entweder nur mit dem eigenen Panzer oder im virtuellen Verbund mit anderen K21. Der Fahrer sieht die Fahrstrecke in diesem Fall auf seinem LC-Display. Im Gegensatz zum Schützenpanzer Puma werden dabei keine Videobrillen eingesetzt, so dass die Fahrt über Luke nicht simuliert werden kann.

## Technik

### Besatzung und Sensoren

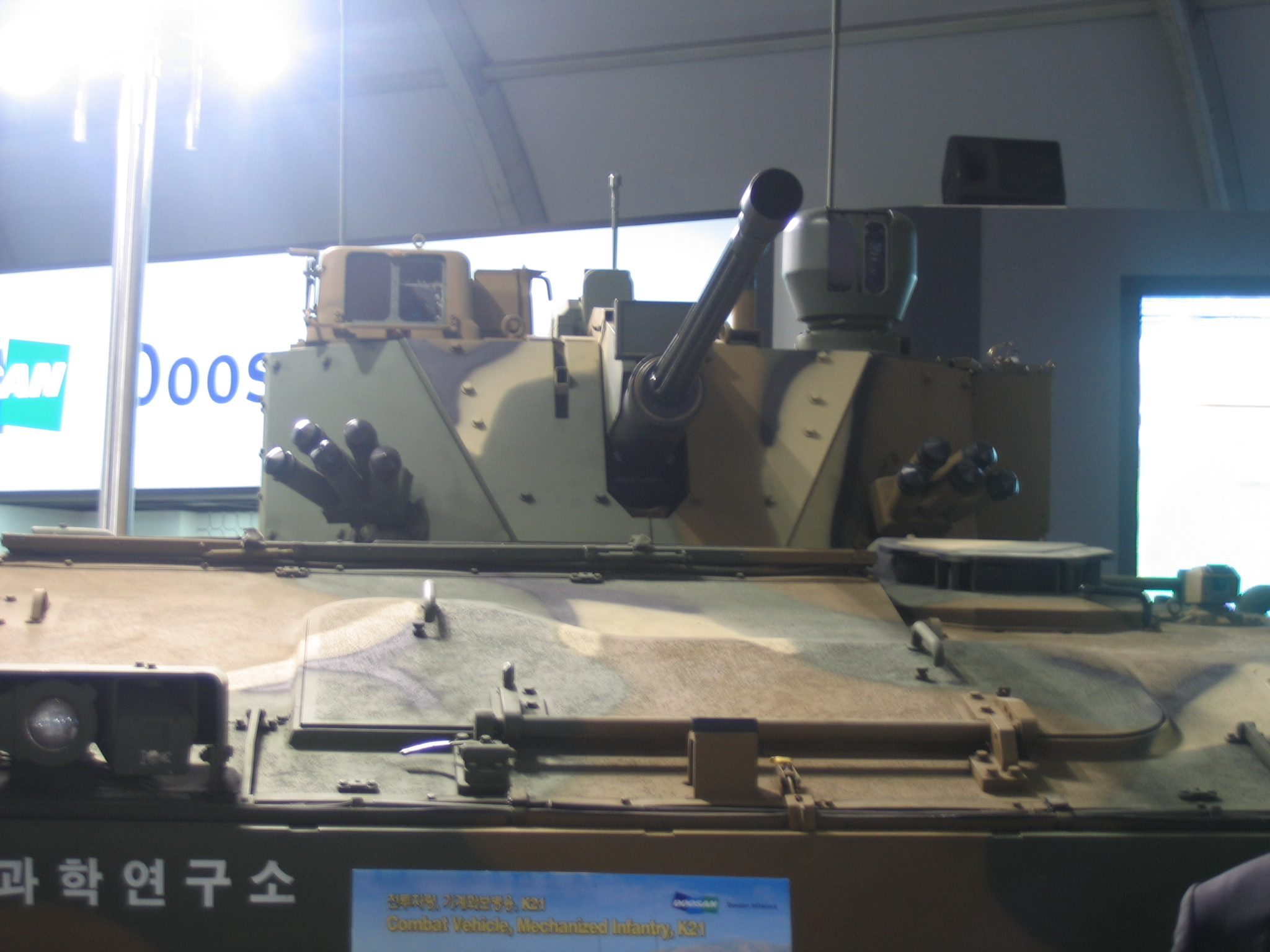
Links auf dem Turm die Waffenoptik des Schützen, rechts das Periskop des Kommandanten. Die kleine rechteckige Antenne auf der Blende ist für die Freund-Feind-Erkennung. Rechts neben der Fahrerluke das FLIR, neben dem Scheinwerfer links im Bild die CCD-Kamera.

Der Fahrer sitzt vorne links, der Motor befindet sich rechts neben ihm. Der Kommandant sitzt hinter ihm, rechts neben dem Kommandanten auf der anderen Seite der Hauptwaffe der Schütze. Der Fahrerplatz ist mit einer T-Stange zum Fahren und einem großen Flachbildschirm für die Rückwärtsfahrt ausgestattet, Motordaten werden ebenfalls darauf angezeigt. Im Gegensatz zum Transportpanzer KW2 WAV, wo der Fahrer den Panzer über Außenkameras und Flachbildschirme steuert, kommt eine konventionelle Lösung zum Einsatz. Der Fahrer des K21 hat drei Winkelspiegel für die Sicht nach draußen, der mittlere kann durch ein Nachtsichtgerät ersetzt werden. Zur Ergänzung befinden sich noch ein Forward Looking Infrared links neben der Fahrerluke und eine CCD-Kamera neben dem rechten Frontscheinwerfer. Der Kommandant besitzt einen Sidestick und zwei Bildschirme, zum Beispiel für Periskop und taktische Karte.  Er verfügt über ein von Samsung und Thales entwickeltes vollstabilisiertes Periskop mit einem Wärmebildgerät der dritten Generation und einer optischen CCD-Farbkamera. Diese wird elektronisch gesteuert, ist um 360° drehbar und hat eine maximale Elevation von −10° bis +50°. Durch den integrierten Laserentfernungsmesser kann der Kommandant entdeckte Ziele auf der taktischen Karte ergänzen. Der Schütze hat unter anderem zwei Bildschirme und eine Notvisierung zur Verfügung, er zielt wie der M1A2-Schütze mit einem Doppelrichtgriff. Alle Insassen des Panzers sind mit einem Inter-Vehicular Information System (IVIS) miteinander verbunden.
Die neun Soldaten des Schützentrupps sitzen sich gegenüber („face to face“). Im Kampfraum befindet sich ein 15-Zoll-Multifunktionsdisplay, auf dem Daten des Battle Management System oder einer externen CCD-Kamera eingeblendet werden können. Im aufgesessenen Zustand sind die Panzergrenadiere an das Inter-Vehicular Information System (IVIS) angeschlossen.
Ein automatisches Fehlerdiagnosesystem von Doosan Infracore ist ebenfalls vorhanden. Zu Wartungszwecken kann noch ein tragbares Wartungs- und Testgerät an das Fahrzeug angeschlossen werden.

### Bewaffnung

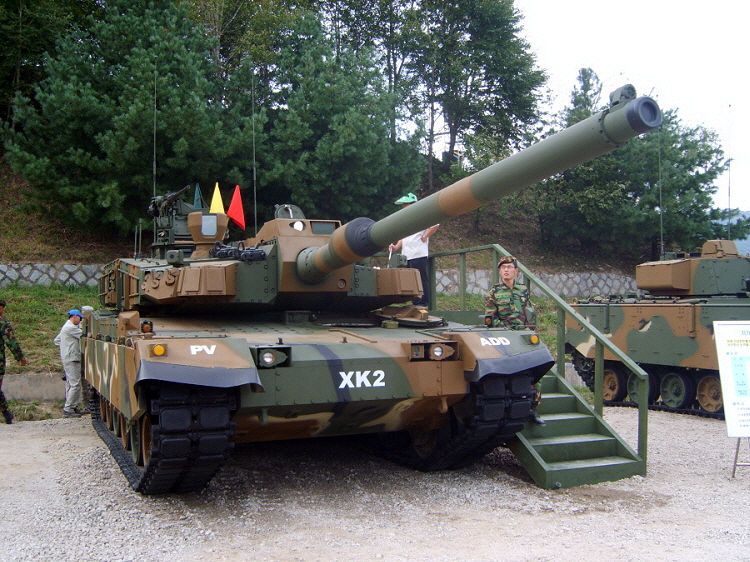
Beim Black Panther ist die IFF-Antenne in die Blende integriert

Das Fahrzeug besitzt als erster serienmäßiger Schützenpanzer wie ein Kampfpanzer Hunter/Killer-Fähigkeit. Mit dem Feuerleitsystem können Ziele in bis zu 6000 Metern Entfernung aufgeklärt und verfolgt werden. Die Ausrüstung für den Richtschützen umfasst ein Wärmebildgerät und einen Laserentfernungsmesser (Wellenlänge 1,54 µm), die beide bis zu sechs Kilometer weit wirken. Der Kommandant ist im Notfall in der Lage, auf die Systeme des Richtschützen zuzugreifen. Ein Novum ist auch eine Freund-Feind-Erkennung, um Unfälle durch Eigenbeschuss zu reduzieren. Dabei wird durch eine Richtantenne über der Kanonenblende ein Signal in Richtung des Ziels gesendet (Request), welches dieses mit einer omnidirektionalen Antenne empfängt und mit einem einprogrammierten Schlüssel antwortet (Transponder), der mit jenem des Abfragegerätes übereinstimmen muss. Das System arbeitet vermutlich wie das TSE 6010 von Thales mit Millimeterwellen im Bereich von 36–38 GHz. Das System ist auch im K2 Black Panther verbaut und zu diesem kompatibel, die rechteckige Richtantenne ist hier in die Kanonenblende integriert.
Der Zwei-Mann-Turm des K21 ist mit einer 40-mm-L/70-Maschinenkanone vom Typ K40 von S&T Dynamics (Lizenzproduktion des 40-mm-Bofors-Geschützes) ausgestattet, die auch im CV9040 verwendet wird und vollstabilisiert ist. Zusammen mit einem modernen Feuerleitcomputer können mit ihr Wuchtgeschosse und Mehrzweckgranaten auch während der Fahrt präzise auf Bodenziele, Hubschrauber und (langsame) Tiefflieger abgefeuert werden. Die maximale Reichweite gegen Luftziele beträgt dabei 4000 Meter. Der Nachladevorgang ist vollautomatisiert: Am Geschütz ist ein gekrümmtes Doppelmagazin mit 24 Schuss angebracht, das für den Nachladevorgang auf ein Transferstück gesetzt werden kann. Dieses befindet sich am Boden im hinteren Teil des Turmkorbes und enthält ebenfalls 24 Schuss, es kann somit das komplette Magazin auf einmal auffüllen. Nach dem Laden wird das Magazin wieder in Schussposition unter das Geschütz geschwenkt. Das Hauptmagazin befindet sich wie bei russischen Panzern als Karussell im Boden des Turmkorbes und enthält insgesamt 80 Schuss mit den Geschossspitzen nach innen, verteilt auf zwei Ebenen. Vom Karussell wird die Munition in das Transferstück geladen, um das Magazin bei Bedarf zu füllen. Weitere Reservemunition befindet sich unter dem Platz des Kommandanten, diese muss dem Magazin jedoch manuell zugeführt werden und steht somit auch bei einem Ausfall der Ladeautomatik zur Verfügung. Insgesamt werden so 200 Schuss Munition mitgeführt; davon 24 im Magazin, 24 im Transferstück, 80 im Karussell und 72 unter dem Sitz. Beim Schießen werden die Hülsen über das Dach nach vorne rechts ausgeworfen.
Die Kadenz (Feuerrate) der 40-mm-L/70-Kanone beträgt bis zu 300 Schuss pro Minute mit einer Mündungsgeschwindigkeit von bis zu 1005 m/s (K236-Mehrzweckgranate) und 1400 m/s (K237-APFSDS-T). Die verbesserte APFSDS-T-Munition vom Typ K237 ist ein flügelstabilisiertes Pfeilgeschoss aus gesintertem Wolframcarbid und in der Lage, 160–220 mm Panzerung nach RHA zu durchschlagen. Die K236-Mehrzweckgranaten (Lizenzproduktion der 3P-Munition von Bofors) bestehen aus einer intelligenten programmierbaren Zündeinheit an der Spitze und einem vorfragmentierten Gefechtskopf, der 1100 Wolframkugeln mit einem Durchmesser von 3 mm enthält. Die Granaten besitzen sechs Zündmodi; der gewählte Zündmodus wird vom Feuerleitsystem in der Granate abgespeichert, bevor diese abgefeuert wird. Möglich sind:
- Impact Mode: Granaten detonieren beim Einschlag
- Armour-piercing Mode: Granate durchschlägt das Ziel und detoniert dahinter
- Gated Proximity Mode: Annäherungszünder gegen Luftziele
- Gated Proximity Mode with Impact Priority: Annäherungszünder; detoniert erst, wenn kein Direkttreffer mehr möglich ist
- Time Mode with Controlled Dispersion: Granaten werden zu früh/spät über dem Ziel gezündet, um eine Streuung zu erreichen
- Time Mode without Dispersion: Granaten detonieren immer an derselben Stelle in der Luft, auch wenn der Panzer sich bewegt

Als Sekundärwaffe ist ein koaxiales Maschinengewehr vom Typ M60E4 im Kaliber 7,62 × 51 mm NATO mit einer Kadenz von 550 Schuss/min rechts von der Hauptwaffe vorhanden. Die Flugkörperbewaffnung soll etwa 2014 eingerüstet werden und aus zwei Lenkflugkörpern mit Fire-and-Forget-Eigenschaften bestehen. Diese sollen eine Durchschlagsleistung von etwa 1000 mm RHA besitzen und befinden sich zurzeit in Entwicklung. Der Starter soll später auf der linken Seite des Turmes nachgerüstet werden.

### Panzerung und Schutz
Das Fahrzeug besitzt weiche selbstabdichtende Treibstofftanks, die auch die Bewegungsenergie eines Projektils absorbieren sollen. Ferner sind vorne links und rechts am Turm kombinierte Laserwarn/UV-Sensoren auf der Verbundpanzerung befestigt: Sollte der Panzer mit einem Laser angepeilt oder beschossen werden, lösen diese Alarm aus und geben die Richtung der Bedrohung an. Ebenso sind ein ABC-Überdrucksystem sowie eine Nebelmittelwurfanlage (Legezeit ungefähr eine Sekunde) und eine automatische Feuerlöschanlage vorhanden.
Obwohl nur wenig über die Zusammensetzung der Panzerung bekannt ist, kann die Frontpanzerung mindestens der 30-mm-APDS-Munition der 2A72-Maschinenkanone des BMP-3 standhalten, die eine 50-mm-Durchschlagsleistung gegen RHA auf 1000 Metern Entfernung besitzt. Die vordere Turmpanzerung ist als Schottpanzerung ausgeführt, dabei wird eine etwa 50 mm dicke Platte mit Abstandshaltern vor die Turmfront gesetzt. Mindestens die Frontpartie des Panzers verwendet zwei Lagen sechseckiger Keramikkacheln aus Aluminiumoxid mit jeweils etwa 10 mm Dicke und eine dahinter liegende Schicht aus Aramidfasern unbekannter Dicke. Die Heck- und Seitenpanzerung wurde entwickelt, um mindestens 14,5 × 114-mm-AP-Munition zu widerstehen. Dies entspricht ungefähr 25 mm Durchschlagsleistung RHA auf 1000 Metern. Es wurde von der Agency for Defense Development (ADD) allerdings auch ein Video veröffentlicht, das MK-Beschuss in die Seite des Fahrzeuges demonstriert. Die Dachpanzerung schützt vor Splittern und Schrapnell aus 152-mm-Artilleriegeschossen aus 10 Metern Entfernung. Abgesehen von den Luken, die aus glasfaserverstärktem Kunststoff gefertigt sind und nur wenige Zentimeter Bautiefe besitzen, ist kein zusätzlicher Dachschutz erkennbar. Ein dezidierter Minenschutz ist ebenfalls nicht vorhanden, die Grundpanzerung der Aluminiumwanne stellt vermutlich den einzigen Schutz dar. Die Sitze der Besatzung sind ebenfalls konventionell am Boden befestigt.
Die verbesserte Version K21 PIP (Product Improvement Programm) soll ein Hardkill-System wie der K2 Black Panther PIP besitzen, um den Panzer vor Panzerabwehrlenkwaffen schützen.

### Mobilität und Navigation
Wegen des bergigen Geländes der koreanischen Halbinsel wurde auf Mobilität ein besonders großer Wert gelegt. Der K21 wird von einem V-10-Dieselmotor D2840LXE mit Turbolader und 544 kW von Doosan angetrieben. Durch die Masse von 25 Tonnen (bzw. 26 Tonnen Gefechtsgewicht) resultiert dies in einer sehr hohen Leistungsdichte von etwa 22 kW pro Tonne und ist für einen Schützenpanzer weltweit einzigartig. Die kampfwertgesteigerte Version K21 PIP soll sogar einen Motor mit 617 kW besitzen, der dem Fahrzeug ein extrem hohe Leistungsdichte von über 24 kW/t verleihen soll. Um verzögerungsfrei zu beschleunigen, wird ein stufenloses Getriebes (continuously variable transmission) verwendet. Dieses wird von S&T Dynamics als HMPT 500-4EK in Lizenz gefertigt und basiert auf dem HMPT 800 von L-3 Communications. Verzögert wird mit integrierten ölgekühlten Mehrscheibenbremsen. Das hydropneumatische Fahrwerk ist dem des K2 Black Panther sehr ähnlich, ist aber nicht in der Lage, den Panzer zu neigen oder abzusenken.
Das Fahrzeug ist schwimmfähig, dazu befinden sich links und rechts unter den Seitenschürzen aufblasbare Stützschwimmer. Diese bestehen aus sieben Zellen je Seite und werden über eine zentrale Steuerung aufgeblasen und entlüftet, wobei sich die Schürzen über ein Gelenk nach oben schwenken. Zusätzlich wird ein Schwallbrett am Bug abgeklappt. Manövriert wird im Wasser mit Hilfe zweier Wasserstrahlantriebe, die das Fahrzeug auf maximal 7 km/h beschleunigen. Es ist möglich, im schwimmenden Zustand zu schießen. Für die Rückwärtsfahrt ist am Heck eine CCD-Kamera angebracht, der Fahrer besitzt dafür einen Flachbildschirm.
Der Schützenpanzer ist mit GPS und einem Inertialen Navigationssystem zur Navigation ausgerüstet. Das LLN-G1-Trägheitsnavigationssystem wird von Northrop Grumman LITEF in Freiburg im Breisgau hergestellt und besteht aus Laserkreiseln und Beschleunigungssensoren in MEMS-Technologie. Die so gewonnenen Daten werden mit denen des GPS und eines Odometers kombiniert, um die Position des Schützenpanzers im Raum dreidimensional zu errechnen. Das Trägheitsnavigationssystem kann im Gegensatz zu den GPS-Signalen nicht gestört werden.

## Nutzer
Die Serienproduktion begann 2009, der Stückpreis soll für Südkorea etwa 4,5 Millionen US-Dollar pro Einheit betragen.
- Südkorea: 500 Stück (900 Stück sind geplant)[22]
- Indonesien: 22 Stück zu 70 Mio. US-Dollar, somit 3,18 Mio. US-Dollar pro Stück[23]
- Australien: Ende Juli 2023 gab das australische Verteidigungsministerium bekannt, im Rahmen des Programms Land 400 Phase 3 der australischen Streitkräfte (Australian Defence Force, ADF) 129 Fahrzeuge zu bestellen. Die ersten Fahrzeuge sollen Anfang 2027 ausgeliefert werden.[24]

Der Schützenpanzer wird auch in der Türkei intensiv beworben, da das Land bereits K2 Black Panther und K9 Thunder einsetzt.